# Валя-Арсулуй
Валя-Арсулуй (рум. Valea Arsului) — село у повіті Хунедоара в Румунії. Входить до складу комуни Крішчор.
Село розташоване на відстані 312 км на північний захід від Бухареста, 24 км на північ від Деви, 94 км на південний захід від Клуж-Напоки, 132 км на схід від Тімішоари.

## Населення
За даними перепису населення 2002 року у селі проживали 58 осіб, усі — румуни. Усі жителі села рідною мовою назвали румунську.